# CSS General Lovell

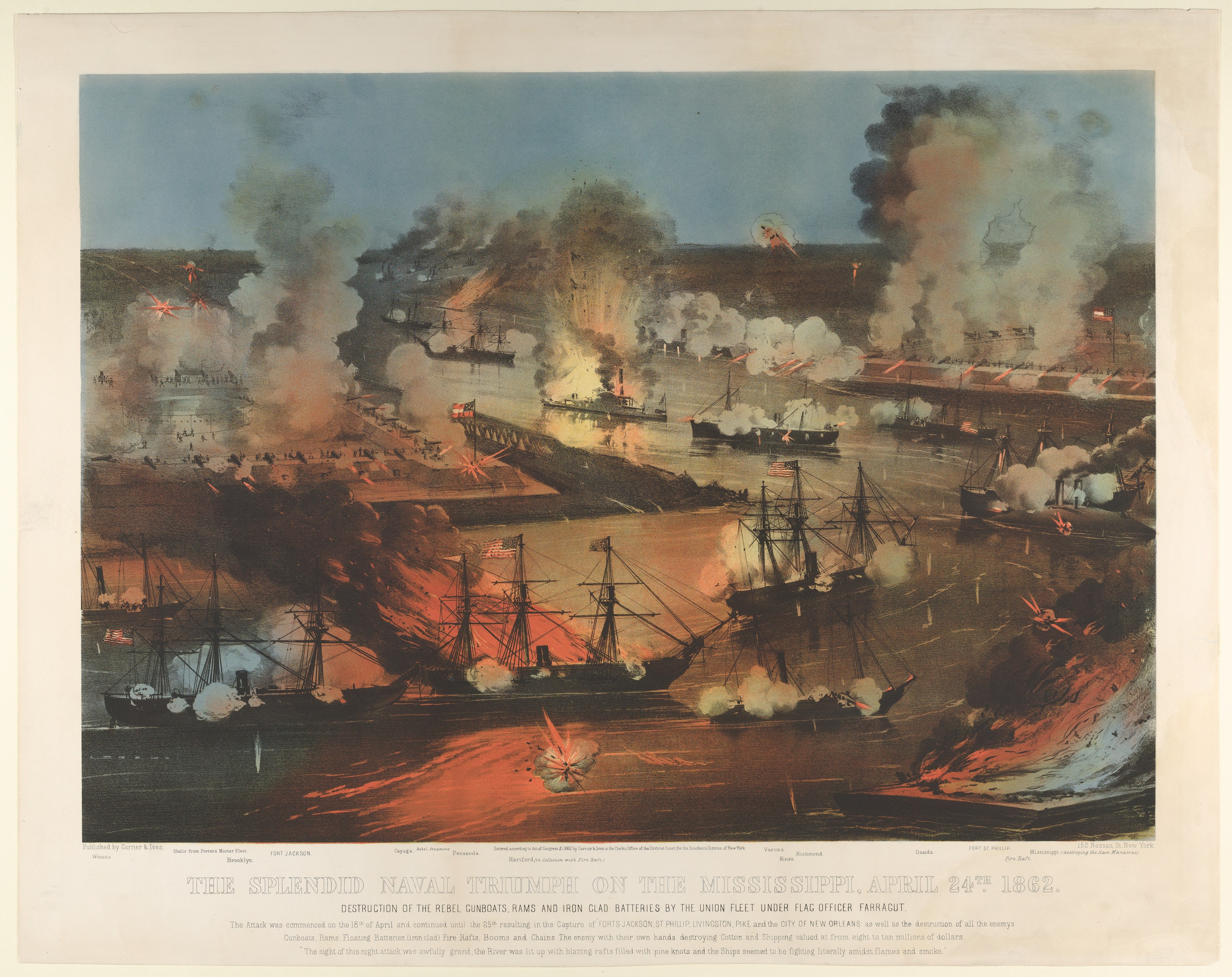
La Flota de Defensa Fluvial se enferenta con el CSS Manassas y otros buques a la flota federal en Nueva Orleans.

El CSS General Lovell, un ariete de ruedas laterales, había sido un remolcador en el Río Misisipi antes de que fuera comprado y equipado en Nueva Orleans para el servicio confederado. Formó parte de la Flota de Defensa Fluvial bajo el mando general del Capitán J. E. Montgomery, ex capitán de un barco de vapor fluvial.
El 22 de abril de 1862, tan pronto como se completó su conversión, el General Lovell, comandado por el capitán B. Paris, partió de Nueva Orleans hacia Fort Jackson en el bajo Misisipi. El General Lovell y los otros barcos de la Flota de Defensa del Río de Montgomery en esa área estaban bajo el mando del Capitán J. A. Stevenson, CSA. El 24 de abril de 1862, todos fueron destruidos cuando la flota de la Unión al mando del oficial de bandera D. G. Farragut, USN, pasó por Forts Jackson y St. Philip en su camino a Nueva Orleans. El General Lovell fue abandonado por su tripulación después de que le prendieron fuego para evitar que cayera en manos de la Unión.